# TE10型柴油机车
TE10型柴油机车（俄语：ТЭ10）是苏联铁路的电传动柴油机车车型之一。原型车由馬雷舍夫工廠于1958年研制成功，并于1960年研制了双节重联的2TE10型柴油机车。1961年起，2TE10型机车交由卢甘斯克机车制造厂继续生产及改进，先后推出了2TE10L、2TE10V、2TE10M、2TE10MK、4TE10S、2TE10U等各种改进型，以及2TE10G型天然气机车，形成了庞大的TE10型柴油机车系列，总产量超过8500台，成为苏联铁路史上运用最广泛的干线柴油机车。

## 发展历史

### TE10

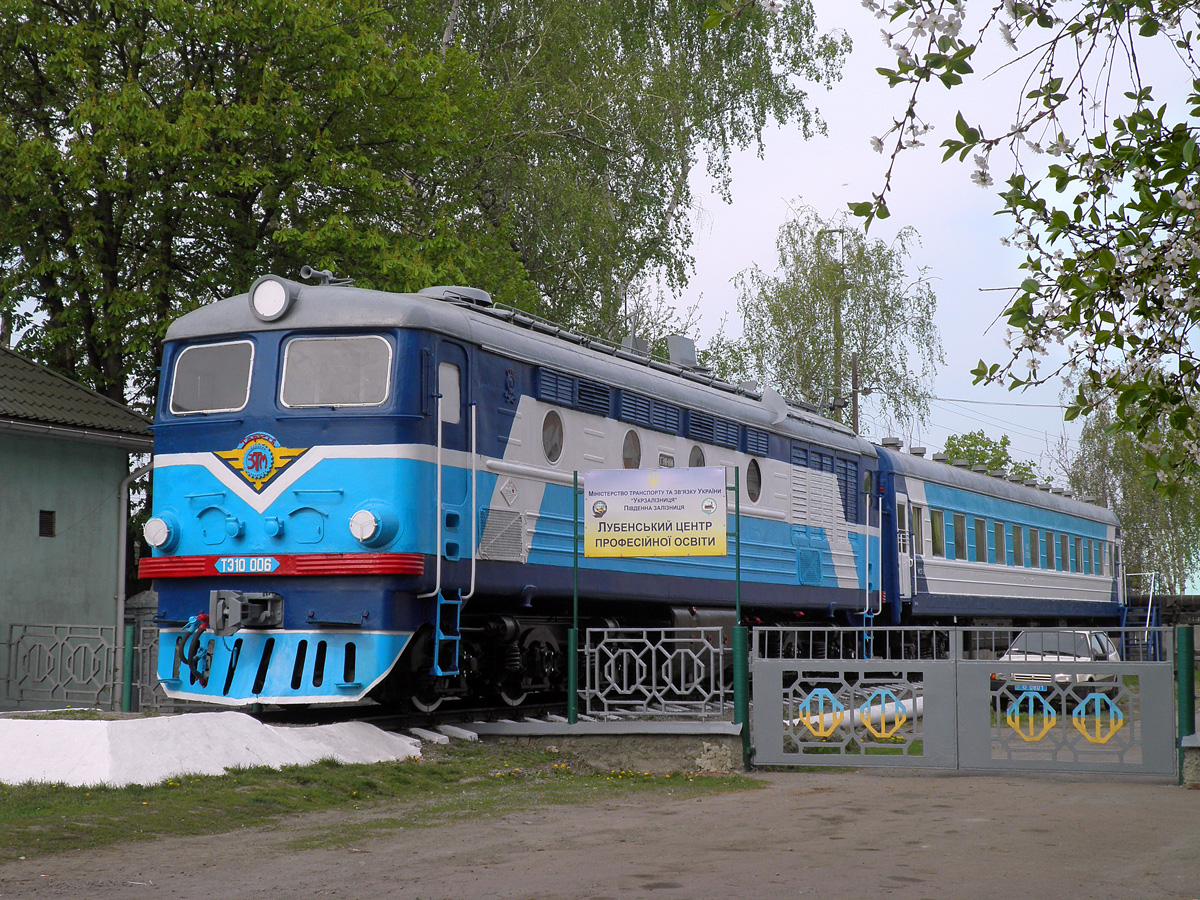
保存在乌克兰卢布内车站的TE10-006号机车

1953年，馬雷舍夫工廠成功研制了双节重联的TE3型柴油机车，每节机车装用一台2D100型二冲程柴油机，单节机车功率达到2000马力。TE3型机车于1955年开始批量生产，并在苏联各地的铁路干线上迅速普及，成为苏联铁路史上产量最大的干线柴油机车车型之一，对苏联铁路牵引动力内燃化的快速过渡具有重要贡献。实际运用经验证明，TE3型机车是一种性能优良、操作可靠的电传动柴油机车。然而，随着苏联铁路运输的快速发展，货物列车重量不断增长，TE3型柴油机车已经无法完全满足铁路运输的牵引需要，尤其功率等级与同时期的电力机车差距较大，当货物列车由电气化区段运行到非电气化区段时，往往需要进行重新编组，大大减低了铁路的运输效率。与此同时，至1950年代末，当时世界上的干线柴油机车已经出现大幅提高单机功率的发展趋势，主流功率等级逐渐由以往的2000马力提高到3000马力，甚至是4000马力。
1957年，苏联铁道部要求馬雷舍夫工廠在TE3型机车的基础上，开发研制一种单机功率比TE3型机车提高50%，即3000马力等级的电传动柴油机车。馬雷舍夫工廠通过对当时苏联国产和进口的大功率柴油机进行研究和论证，决定在2D100型柴油机基础上进行改进，增加增压器和中冷器，提高柴油机强化程度。哈尔科夫工厂首先试制了一台0D100型单缸试验机，单缸功率可达到250马力；在此基础上馬雷舍夫工廠设计了12气缸的9D100型二冲程柴油机，使单机功率提高到3000马力。在研制新一代柴油机的同时，馬雷舍夫工廠也着手研制机车车体，新车体采用单节双司机室的布置方式，以便在不具备三角线、机车转盘等换向设施的车站和机务段使用；机车并首次采用了整体承载式结构车体，有效减轻了结构重量。
1958年11月，馬雷舍夫工廠生产的首台单机3000马力柴油机车，作为向十月革命41周年的献礼项目落成出厂。该机车被定型为TE10型，机车装用一台9D100型柴油机，传动装置采用直—直流电传动，采用新设计的МПТ-120/49型直流牵引发电机及ЭДТ-340А型直流牵引电动机，牵引电动机额定功率为307千瓦，采用抱轴式半悬挂，牵引传动齿轮比为15：68；走行部为两台与TE3型机车相同的导框式三轴转向架。此外，TE10型机车也是苏联第一种采用了柴油机—发电机功率联合调节器的柴油机车，标志着苏联第二代柴油机车的诞生，调节系统采用了磁放大器，保证柴油机的功率能得到充分利用。机车采用КМ-1501型司机控制器，控制器具有1个零位和15个运行级位。TE10型机车的轮周牵引功率为2310马力，最大运行速度为100公里/小时，持续速度为25公里/小时，机车整备重量为138吨。
1959年，TE10-003号机车与科洛姆纳工厂试制的TE50-001号机车，在全苏铁道运输科学研究院组织下同时在莫斯科谢尔宾卡的环形铁道试验基地进行型式试验。试验结果显示，这两种3000马力柴油机车性能接近，虽然TE50型机车在牵引性能方面略优于TE10型机车，但后者整备重量较轻且维护上较方便，因此苏联铁道部决定批准TE10型机车投入小批量生产，而科洛姆纳工厂的TE50型机车后来却成为了TEP60型客运柴油机车的原型车。
1958年至1961年间，馬雷舍夫工廠共生产了26台TE10型柴油机车。在生产过程中，馬雷舍夫工廠根据机车试验和运用时发现的问题，对机车进行了改进。1960年，馬雷舍夫工廠在9D100型柴油机的基础上，进一步将单缸功率提高至300马力，成功研制了10气缸的10D100型二冲程柴油机，单机功率仍保持在3000马力，从TE10-011号机车开始装车使用。其他改进还包括改为采用ЭДТ-340Г或ЭД-104型牵引电动机；进一步对车体实施减重，使机车整备重量减少到129吨，同时增加了燃油（最多6500升）和砂（最多950公斤）储备量。

### 2TE10
1960年，馬雷舍夫工廠在TE10型机车的基础上，研制了双节重联的TE12型柴油机车；1961年，经苏联铁道部批准，将其定型为2TE10型（2ТЭ10）。2TE10型机车由两节结构相同的六轴单司机室机车联挂而成，两车连接部分设有通过台和橡胶风挡，机车乘务员在本务机车上可同时操纵两节机车。机车既可双节重联使用，也可单节独立使用。机车的动力装置与TE10型机车基本相同，每节机车装用一台10D100型柴油机，传动系统为直—直流电传动，采用ЭДТ-340Г型牵引电动机，牵引传动齿轮比为15：68。机车的轮周牵引功率为2×2310马力，最大运行速度为100公里/小时，持续速度为24公里/小时，机车整备重量为2×129吨。
馬雷舍夫工廠于1961年开始批量生产2TE10型柴油机车。1961年至1963年间，馬雷舍夫工廠共生产了18台2TE10型柴油机车。量产机车改为采用ЭДТ-104型牵引电动机，传动齿轮比调整为14：69。首5台机车于1961年配属十月铁路局坎达拉克沙机务段投入使用，每组双节重联的2TE10型机车可以替代一组三节重联的3TE3型机车，由于机车各部件工作稳定可靠，减少了机车运用维护成本，使2TE10型机车十分受到运用部门和乘务人员的欢迎。而其余13台机车被配属南方铁路局使用；至1964年，原配属十月铁路局的首5台机车也集中配属到南方铁路局。2TE10型机车在1980年代开始陆续停用报废。

### 2TE10L

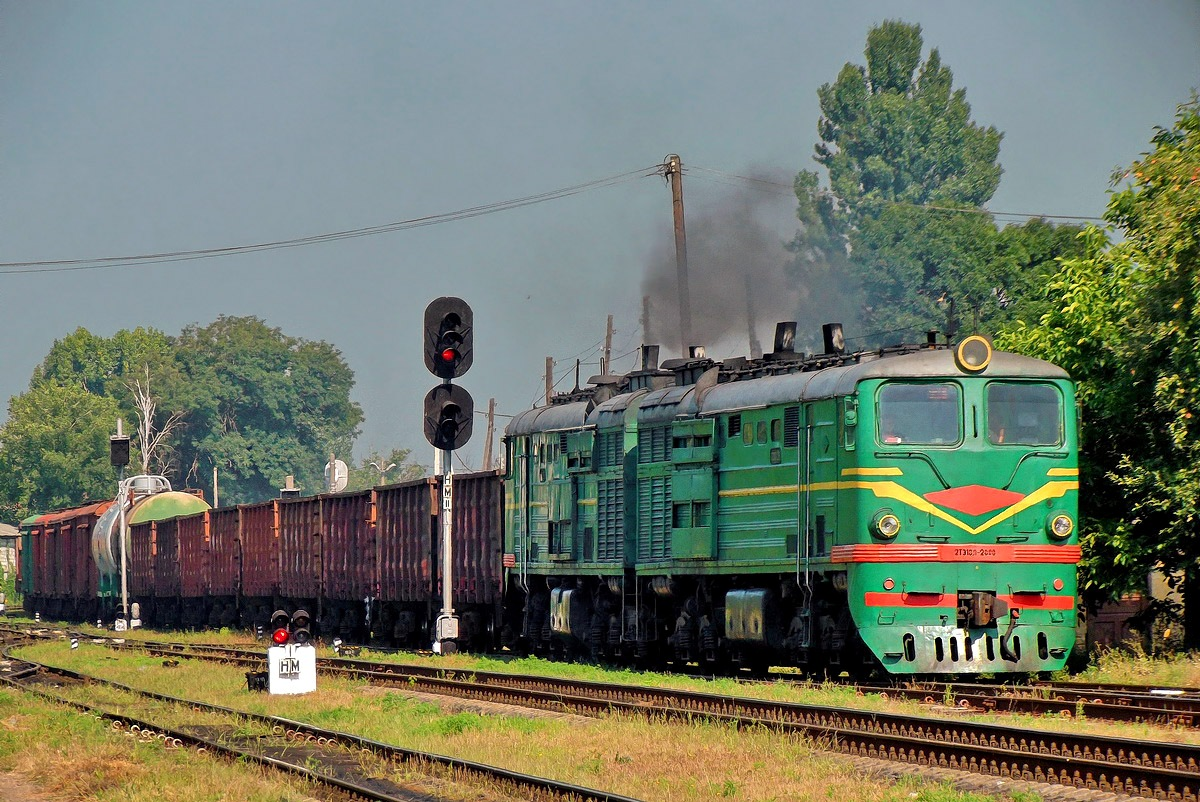
2TE10L-2080号机车

1961年10月，位于乌克兰的卢甘斯克机车制造厂（1970年后改称伏罗希洛夫格勒内燃机车制造厂）根据馬雷舍夫工廠提供的技术图纸和资料，开始批量生产2TE10L型柴油机车（2ТЭ10Л），型号中的“L”即代表卢甘斯克工厂。2TE10L型机车由两节结构相同的六轴单司机室机车联挂而成，单节机车在需要时也可独立使用。与哈尔科夫工厂的2TE10型机车相比，2TE10L型机车的车体结构有较大差异。为了减少生产整体承载式车体的技术困难，卢甘斯克机车制造厂为2TE10L型机车重新设计了车架承载式车体，其结构与同厂的M62型柴油机车车体相似。机车的动力装置与2TE10型机车相同，每节机车装用一台10D100型柴油机，传动系统为直—直流电传动，早期生产的机车曾经先后装用过ЭД-104А和ЭД-107型牵引电动机，后期装用ЭД-118А型牵引电动机。此外，2TE10L型机车并且是苏联首次在柴油机车的冷却风扇上采用液压传动装置。机车技术性能指标和2TE10型机车基本相同，轮周牵引功率为2×2310马力，能牵引4500～4800吨的货物列车通过9‰的限制坡道。最大运行速度为100公里/小时，持续速度为24公里/小时，机车整备重量为2×127.8吨，燃油储备量和砂储备量分别为2×6300升和2×1000公斤。
至1977年停产，卢甘斯克工厂共计生产了3192组2TE10L型机车，被广泛运用在苏联国内十多个铁路局，并在铁路干线上迅速取代了TE3型机车。1990年代初，伴随着苏联解体后的经济衰退，俄罗斯铁路的运量大幅下降、铁路技术设备老化严重，俄罗斯铁道部门在1993年至1998年间对大量状态欠佳的2TE10L型机车进行封存和报废，但高尔基铁路局仍然保有一定数量的2TE10L型机车。此外，摩尔多瓦及中亚地区的前苏联加盟共和国，包括土库曼斯坦、哈萨克斯坦等国也拥有不少2TE10L型机车。

### 2TE10V／3TE10V

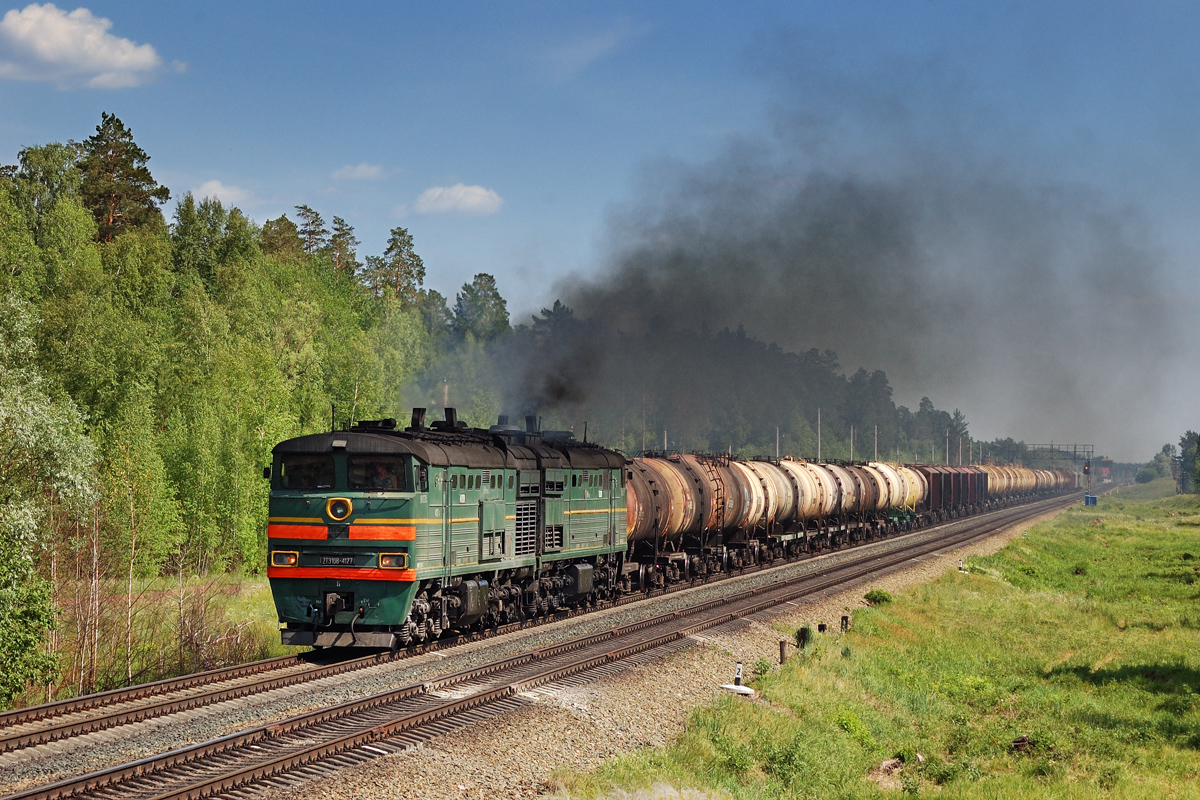
2TE10V-4127号机车牵引货物列车

1974年12月，盧甘斯克機車製造廠在2TE10L型机车的基础上，研制了2TE10V型机车，一年后开始批量生产。2TE10V型机车的动力装置和传动装置和2TE10L型机车相同，但改为采用了与2TE116型机车统一的车体结构、司机室和转向架。2TE10V型机车采用车架承载式的焊接结构车体，主要特点为延长了底架长度及改变了转向架旁承的结构和位置，与2TE116型机车车体的差异在于底架中部不设蓄电池组间；为便于柴油机—发电机组的检修和拆装，动力室部分的车体具有可拆式顶盖。 走行部采用新一代的无导框式三轴转向架，“目”字形构架由箱形截面的纵梁和横梁焊接而成，滚柱轴承轴箱采用拉杆式定位结构，并设有独立的一系螺旋弹簧悬挂装置，车体重量通过四点旁承由两台转向架支承，牵引力和制动力通过心盘传递。机车的动力装置为10D100型柴油机，传动系统为直—直流电传动，采用ЭД-118А型牵引电动机，牵引传动齿轮比为17：75。通过增加压铁配重，机车整备重量提高到为2×138吨，轴重达到23吨。最大运行速度为100公里/小时，持续速度为24.7公里/小时。
苏联铁道部门对该型机车的评价很高，并将其指定为苏联铁路的标准型货运柴油机车。至1981年停产，盧甘斯克機車製造廠共计生产了1898组2TE10V型机车。在2TE10V型机车的基础上，卢甘斯克工厂于1978年试制了一组三节重联的3TE10V型机车，原计划用于货物运输繁忙的铁路区段。该型机车由三节六轴机车联挂而成，中间一节机车不设司机室。

### 2TE10M／3TE10M

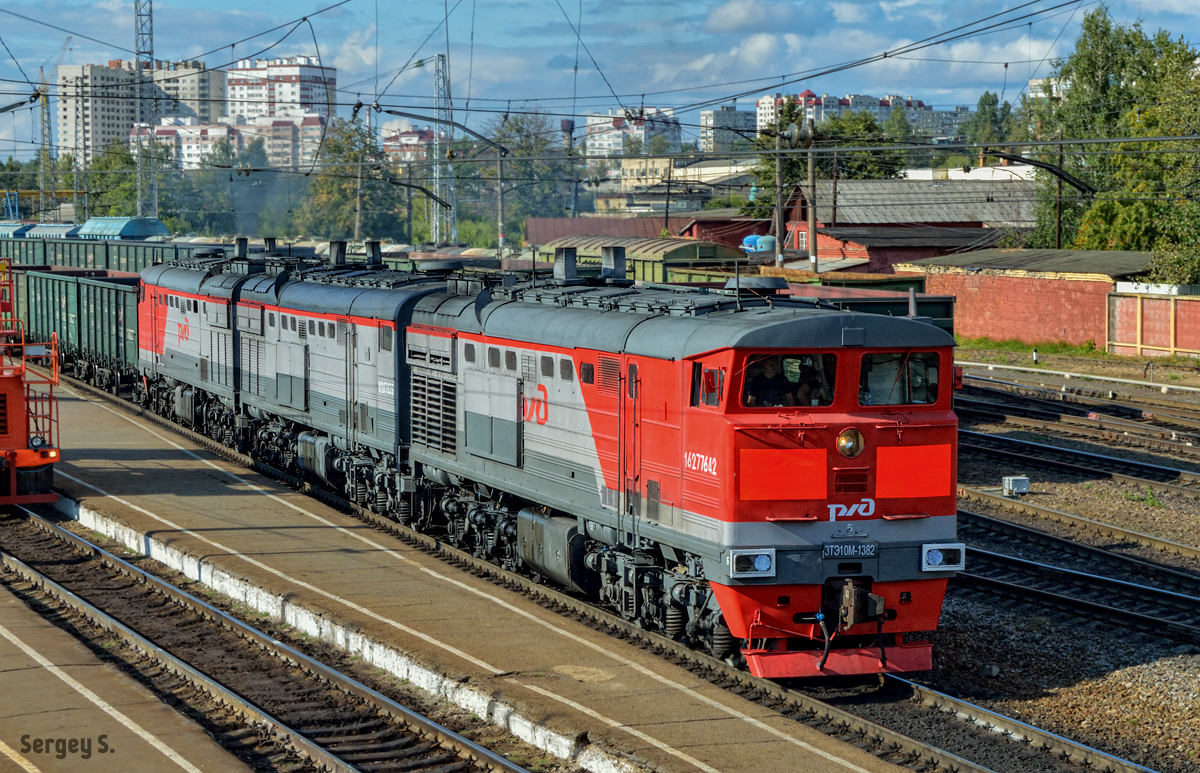
3TE10M-1382号机车

1981年，为了满足贝阿铁路（贝加尔—阿穆尔铁路）及其他铁路干线的运输需要，盧甘斯克機車製造廠在2TE10V、3TE10V型机车的基础上，研制了2TE10M、3TE10M型机车，“M”即代表现代化。主要特点为根据多节和多组机车重联运用的需要，改进了重联控制电路和接口。司机在机车上任一司机室可同时操纵多节机车，实现牵引和制动的同步控制，并且可以只让其中任何一节机车单独运转；司机室的操纵台上设有显示其他机车状态的仪表和指示灯号，并增加了两端司机室之间的通信装置。除此之外，机车的牵引主电路系统并增加了由直流电压互感器、直流电流互感器、电阻器和二极管组成保护装置，不仅具有防止主电路过压或过流的保护作用，还具有防止轮对空转的附加作用。而在三节重联的3TE10M型机车上，中间一节机车由于不设司机室因而不能单独运行，但仍然设有遥控系统和辅助制动装置，以便进行单独调车和库内移动。
机车总体结构、动力装置和传动装置均和2TE10V、3TE10V型机车相同，采用车架承载式的焊接结构车体、无导框式三轴转向架，每节机车装用一台10Д100型柴油机，传动系统为直—直流电传动，采用ЭД-118А型牵引电动机。机车轴重为23吨，整备重量为2×138吨（2TE10M）／3×138吨（3TE10M）。轮周牵引功率为4540马力（2TE10M）／6820马力（3TE10M），最大运行速度为100公里/小时。
1981年-2007年，盧甘斯克機車製造廠共计生产了超過3600组2TE10M型机车、639组3TE10M型机车，另外并有83组2TE10M型机车通过新造中间机车，改造成3TE10M型机车。

### 2TE10MK/3TE10MK

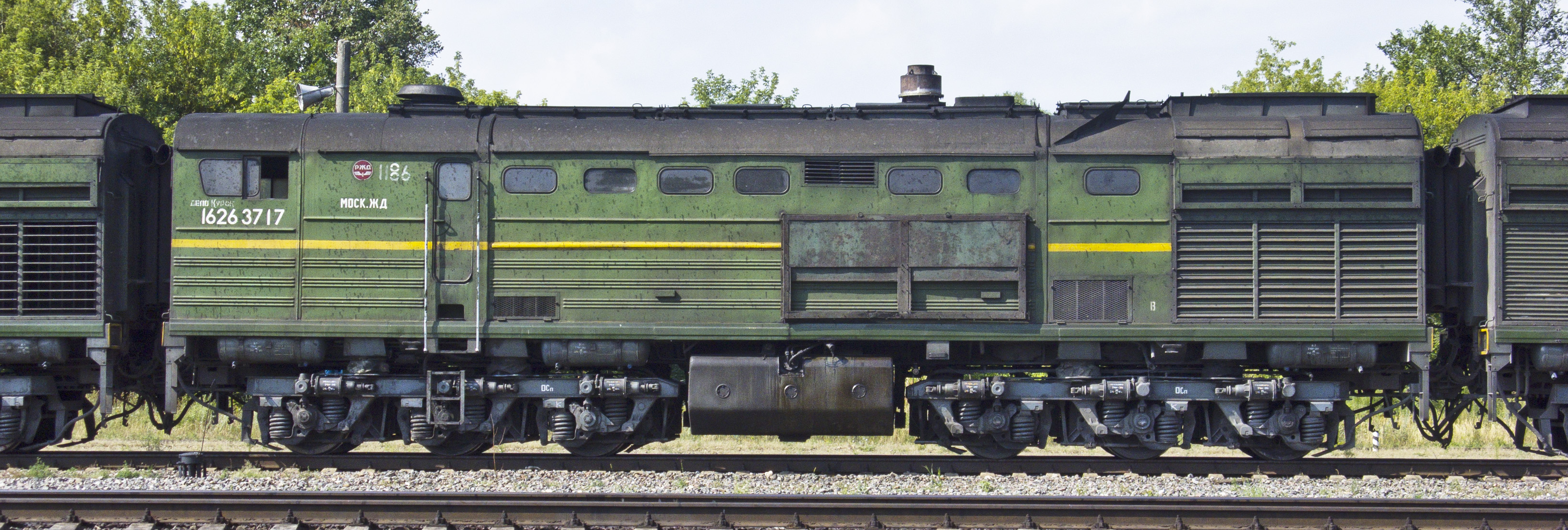
3TE10M-K型机车的中间机车

1981年，盧甘斯克機車製造廠在生产2TE10M型机车的同时，也小批量试制了20台2TE10MK型机车，“K”即代表机车改为装用科洛姆纳工厂生产、同样被2TE116型机车采用的1А-5Д49型柴油机。1А-5Д49型柴油机（苏联国家标准GOST型号为16ЧН26/26型）为16气缸、带废气涡轮增压的四冲程柴油机，气缸直径为260毫米，活塞行程为260毫米，装车功率为3060马力。除柴油机外，机车其他部分仍然与2TE10M型机车相同。
此外，部分2TE10M、3TE10M型机车后来返厂进行大修时，也改装了1А-5Д49型柴油机，车型改称为2TE10M-K、3TE10M-K型（2ТЭ10М-К／3ТЭ10М-К）。

### 2TE10S／4TE10S
1983年，伏罗希洛夫格勒工厂在2TE10M、3TE10M型机车的基础上，为贝阿铁路特别设计制造了四节重联的超大功率柴油机车，称为4TE10S型（4ТЭ10С）。机车总体结构、动力装置和传动装置均和TE10M型机车相同，但由于贝阿铁路修建在冻土地带上，沿线地区的气候非常寒冷，4TE10S型机车特别加强了防寒保暖措施，具有独立的加热装置室、重新设计的冷却室，每节机车的冷却水储备量增加到1570公斤。每节机车装用一台10D100型柴油机，传动系统为直—直流电传动，采用ЭД-118А型牵引电动机。机车轴重为23吨，整备重量为4×138吨。轮周牵引功率为9090马力，最大运行速度为100公里/小时。
1983年至1987年间，伏罗希洛夫格勒内燃机车制造厂共计生产了25组4TE10S型机车。1988年，伏罗希洛夫格勒工厂又另外生产了2组双节重联的2TE10S型机车。所有2TE10S／4TE10S型机车均配属于远东铁路局滕达机务段、维索科戈尔纳亚机务段及新乌尔加尔机务段，投入贝阿铁路运用。其中4台机车经由乌苏里机车修理厂大修后，改装1А-5Д49型柴油机。

### 2TE10G
1980年代初，铁路运输业已经是苏联国内最主要的柴油用户，柴油机车每年需要消耗过千万吨柴油，然而由于石油开采成本日益提高，石油开采量的增长速度在降低。1984年年初，苏联通过了《苏联长期发展动力纲要的基本方针》，为各个能源及动力相关部门到2000年的发展规定了主要方针，其中包括建议调整燃料结构，大量使用天然气代替作为燃料的石油。同年，根据苏联交通部的指示， 全苏铁道运输科学研究院、盧甘斯克機車製造廠、科洛姆纳工厂、布良斯克机械制造厂等单位开始了天然气内燃机车的研制工作。1987年，布良斯克机械制造厂对一台TEM2U型调车机车进行了改造，成为世界上第一台以天然气为燃料的内燃机车，并成功进行了试验。1988年，伏罗希洛夫格勒工厂在2TE10M型机车的基础上，试制了2组2TE10G型天然气机车（2ТЭ10Г）。
2TE10G型机车由两节结构相同的六轴单司机室机车，与一节四轴的液化天然气储存车（又称低温车）联挂而成，各车连接部分设有通过台和风挡装置，还设有输送天然气和冷却水的连接软管。天然气储存车上设有两个容积为20立方米、储存温度为-162°C的液化天然气罐，以及配套的气化装置、供气装置、空气压缩机等设备。两节机车的总体结构和2TE10M型机车相同，加装了输气管路、车体强迫通风系统、气体泄漏警报装置等。哈尔科夫工厂为2TE10G型机车设计了两种双燃料发动机，第一种是在预燃室中点火燃烧液体和气体混合燃料的10ГД100А型发动机，第二种方案是采用液体燃料点火的10ГД100Б型发动机。原本计划是将10ГД100А型发动机安装在2TE10G-001号机车上，而10ГД100Б型发动机则装用于2TE10G-002号机车，但由于哈尔科夫工厂未能按时试制出10ГД100А型发动机，因此两组机车实际上均安装了10ГД100Б型发动机。
2TE10G型机车出厂后进行了调整和试验，试验结果表明，天然气发动机的燃烧性能良好，但天然气储存车的结构上还存在一些缺点。然而，苏联解体以后2TE10G型机车被划归乌克兰铁道部门所有，由于乌克兰的科研资金短缺，因此被迫暂停了天然气机车的研究和开发。至今，其中一组2TE10G型机车已被报废拆解，余下一组也面临着相同命运。

### 2TE10U／3TE10U

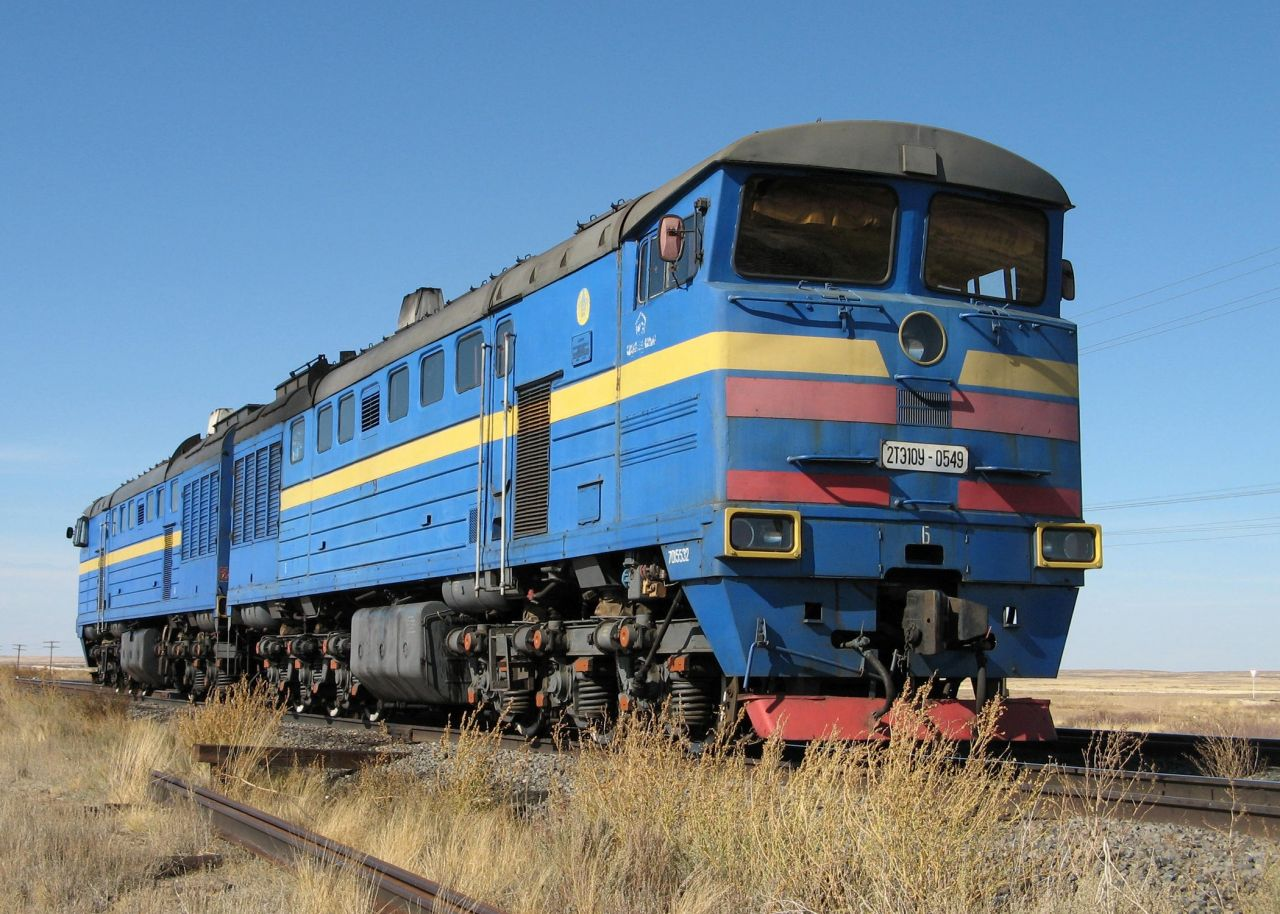
2TE10U-0549号机车

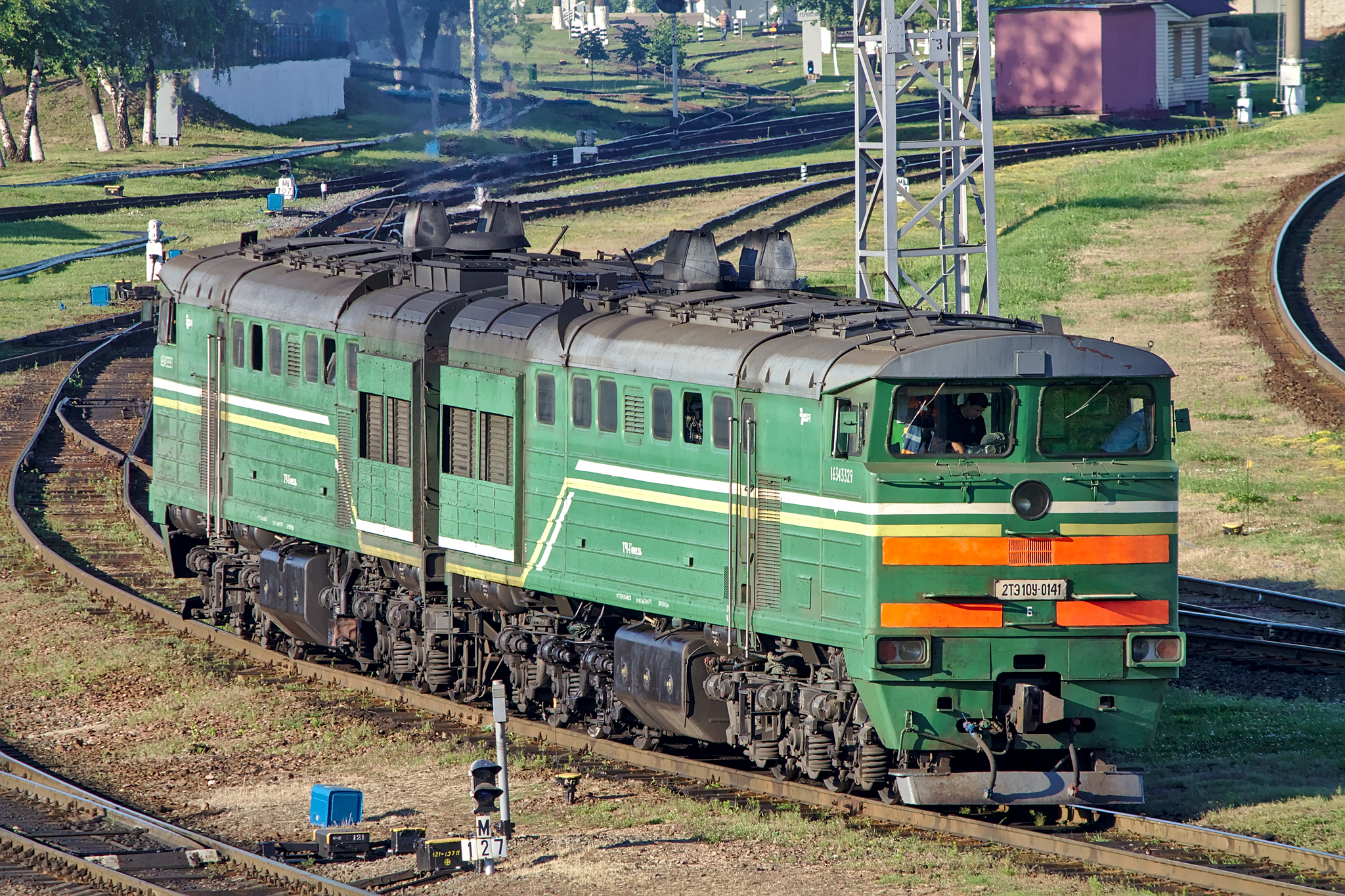
2TE10U^{T}-0141号机车

1988年，卢甘斯克工厂在2TE10M、3TE10M型机车的基础上，开发研制了新一代的2TE10U、3TE10U型柴油机车（2ТЭ10У／3ТЭ10У），主要特点为采用了新型的10Д100М型柴油机（后期改装10Д100М2型柴油机），以及经过改进的发电机和冷却系统。与10Д100型柴油机相比，10Д100М型柴油机的燃油消耗率获得了改善，其最低稳定转速由原来的每分钟400转下降到每分钟270转， 从曲轴到机械增压器的传动比由10减小为8.87，并使用了燃油泵驱动凸轮型面和双制式喷油器。此外，TE10U型机车并采用了具有较硬特性的主发电机电子励磁控制系统，能有效改善机车的牵引特性和稳定性。TE10U型机车的总体结构和技术性能指标仍保持和TE10M型机车基本相同，传动系统为直—直流电传动，采用ЭД-118А型牵引电动机。机车轴重为23吨，整备重量为2×138吨（2TE10U）／3×138吨（3TE10U）。轮周牵引功率为4520马力（2TE10U）／6780马力（3TE10U），最大运行速度为100公里/小时。
与此同时，为了满足旅客列车的牵引需要，卢甘斯克工厂在2TE10U型机车的基础上，研制了2TE10UT型机车。通过更换车轴齿轮箱和改变牵引传动齿轮比，2TE10UT型机车的最大运行速度提高到120公里/小时；同时并加装了电阻制动装置，具有空电联合制动功能，充分利用电制动力进行制动，从而减少基础制动装置的机械磨耗、延长闸瓦寿命。1989年至2007年，卢甘斯克工厂共生产了555组2TE10U型机车、99组2TE10UT型机车及79组3TE10U型机车。除此之外，卢甘斯克工厂于1991年为工业企业生产了2组2TE10UP型机车。

### TE10M-0884GE

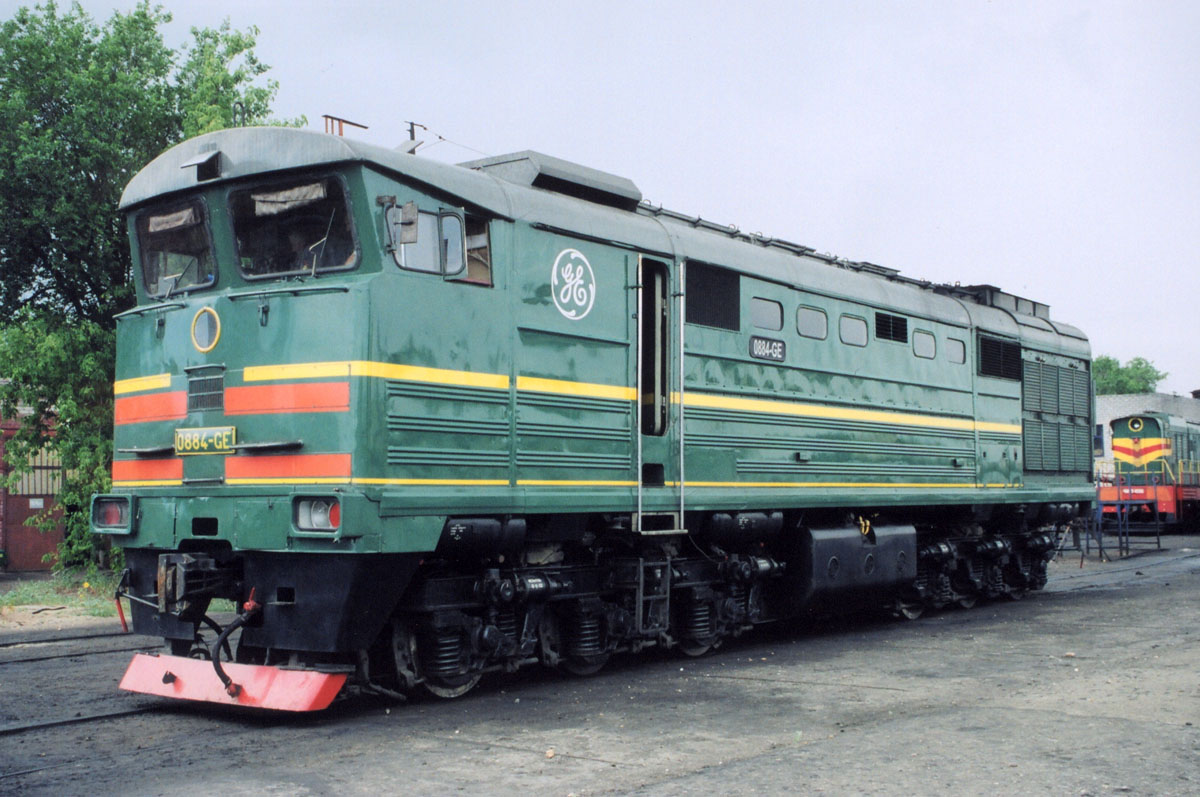
完成改造的TE10M-0884号机车

2003年，原配属莫斯科铁路局的TE10M型0884号机车，其中一节机车被委托由美国通用电气公司（GE）进行现代化改造。机车换装7FDL型四冲程柴油机，装车功率达到3200马力；同时并改装通用电气提供的牵引发电机、空气压缩机、冷却装置、微机控制系统等设备。2004年，全俄铁道运输科学研究院和俄罗斯铁路股份公司对经过改造的TE10M-0884GE号机车进行了全面的性能试验，冬季及夏季试验分别在北方铁路局和伏尔加铁路局进行。在试验过程中，机车表现出良好的牵引性能、可靠性和经济性。在上巴斯昆恰克机务段进行的夏季试验中，机车在阿斯特拉罕至伏尔加格勒区段，牵引总重4717吨的试验列车来回运行了58次；与同一机务段内的2TE10M型柴油机车比较，TE10M-0884GE号机车在该区段上每趟列车可节省多达600～1160公斤的燃油，三个月内共节省了23,977公斤燃油，有效降低了运输成本。此后，少部分的2TE10M型机车也完成了相同的改造。
此外，自2005年以来，通用电气公司也和哈萨克斯坦铁路签订了合作协议，对部分2TE10系列柴油机车实施了现代化改造。机车换装了带有电子燃油喷射的16缸四冲程柴油机，以及新的冷却系统，机车的寿命将延长15年。机车的改造工程在阿拉木图、阿克托比、克孜勒奥尔达、塔拉兹、乌拉尔斯克等地的机务段，和楚巴甫洛达尔内燃机车厂进行。

## 技术数据
| 车型                  | ТЭ10          | 2ТЭ10         | ТЭП10         | 2ТЭ10Л             | 2ТЭ10В             | 2ТЭ10М             | 2ТЭ10МК            | 2ТЭ10У             |    |
| --------------------- | ------------- | ------------- | ------------- | ------------------ | ------------------ | ------------------ | ------------------ | ------------------ | -- |
| 制造厂                | 馬雷舍夫工廠  | 馬雷舍夫工廠  | 馬雷舍夫工廠  | 卢甘斯克机车制造厂 | 卢甘斯克机车制造厂 | 卢甘斯克机车制造厂 | 卢甘斯克机车制造厂 | 卢甘斯克机车制造厂 |    |
| 产量                  | 26            | 19            | 335           | 3192               | 1898               | 3678               | 20                 | 555                |    |
| 生产年份              | 1958年—1961年 | 1960年—1963年 | 1960年—1968年 | 1961年—1977年      | 1975年—1981年      | 1981年—2007年      | 1981年             | 1989年-2007年      |    |
| 柴油机                | 9Д100／10Д100 | 10Д100        | 10Д100        | 10Д100             | 10Д100             | 10Д100             | 1А-5Д49            | 10Д100М2           |    |
| 装车總功率（马力）    | 3000          | 6000          | 3000          | 6000               | 6000               | 6000               | 6120               | 6000               |    |
| 轴式                  | Co-Co         | 2（Co-Co）    | Co-Co         | 2（Co-Co）         | 2（Co-Co）         | 2（Co-Co）         | 2（Co-Co）         | 2（Co-Co）         |    |
| 整备重量（吨）        | 129～138      | 2×129         | 129           | 256～260           | 276                | 276                | 276                | 276                |    |
| 轴重（吨）            | 21.5～23      | 21.5          | 21.5          | 21.5               | 23                 | 23                 | 23                 | 23                 | 23 |
| 车体结构              | 整体承载式    | 整体承载式    | 车架承载式    | 车架承载式         | 车架承载式         | 车架承载式         | 车架承载式         | 车架承载式         |    |
| 最高速度（公里/小时） | 100           | 100           | 140           | 100                | 100                | 100                | 100                | 100                |    |
| 持续速度（公里/小时） | 25            | 24            | 37.2          | 24                 | 24.7               | 23.4               | 23.4               | 23.5               |    |
| 持续牵引力（公斤）    | 26,000        | 52,000        | 17,000        | 52,000             | 50,600             | 49,920             | 49,920             | 52,000             |    |
| 轮周功率（马力）      | 2310          | 4620          | 2340          | 4500               | 4500               | 4600               | 4600               | 4500               |    |

## 参看
- TE3型柴油机车
- M62型柴油机车
- TEP10型柴油机车
- 2TE116型柴油机车